# NEPman
NEPman (Plural: NEPmen, em russo:  нэпманы) é uma palavra de origem russa criada com a união das palavras NEP (Nova Política Econômica) e a palavra inglesa men (plural de "homem") para se referir aos homens de negócio da Nova Política Econômica. Os NEPs foram uma resposta às revoltas contra parcas rações na URSS durante o início da década de 1920 no âmbito da política de Lênin de  comunismo de guerra, Vladimir Lenin reagiu, instituindo a NEP, que incentivou até mesmo a compra e a venda privadas.
Na parte inferior da categoria "nepman", os judeus compunham 40 por cento de todos os artesãos soviéticos (35 por cento dos alfaiates de Leningrado, por exemplo); no topo, eles constituíam 33 por cento dos mais ricos empresários Moscovo.